# Ustikolina
 Ovo je glavno značenje pojma Ustikolina. Za druga značenja pogledajte Ustikolina (Bosanska Krupa, BiH).
Ustikolina je naseljeno mjesto i sjedište općine Foča-Ustikolina, Federacija Bosne i Hercegovine, BiH. Nalazi se kod ušća rijeke Koline u Drinu. Sjeverno je Kosovska rijeka, a dalje prema zapadu Vrbički potok.

## Povijest
Ovim krajem s desne obale Drine prolazio je drum star 2000 godina koji je vodio iz Foče.
Arheolozi su 2016. nakon dojava mještana istraživali ovaj kraj. Pronašli su na obrađivanim njivama bogato nalazište starorimskog novca od bronce i bakra, koji datira od 2. do 4. stoljeća, i lončarije, što svjedoči da je tada ovo bio razvijen kraj. Našli su dosta rimske tegule-opeke, rimske keramike. Arheolozi su ustanovili jedan kulturni sloj koji sigurno pripada rimskom vremenu. Prijašnjih godina su arheolozi u Ustikolini te s druge strane Drine, na Cvilinu pronašli ostatke rimskih vila s podnim mozaicima, brončano posuđe i nadgrobne ploče s rimskim natpisima. Kod današnjeg pravoslavnog hrama Svete Trojice na pravoslavnom groblju su temelji ranokršćanske crkve.
Podosta je spomenika iz srednjeg vijeka. Iz bogumilskih vremena ostao je veliki spomen. Na uzvisini Presjeka je jedna od najvećih nekropola stećaka u BiH. Još 1394. godine Ustikolina je bila trgovišno mjesto. Mjesno stanovništvo posebice je trgovalo s vojskom. U odnosu na ostala trgovišna naselja, ovdje se dosta prije nego u okolnim trgovištima pojavljuju hrvatski trgovci iz Dubrovačke Republike. Zbog toga već lipnja 1399. ima dokument, kojim se imenuje konzula i dvojicu sudaca kojima je zadaća bila riješiti spor među nekim Dubrovčanima. Kao konzul spominje se izvjesni Mikoč Đurđević. Tog vremena u naselju je postojalo trgovište, najvjerojatnije soli, koje je uspostavio Pavao Radenović. Karakteriziralo ga je obilje robnog prometa zbog čega se naplaćivala carina. Ustikolina se razvijala do osmanskih osvajanja. Njen je razvitak kratko trajao. Ustikolinu je najvjerojatnije gušila konkurencija u susjedstvu, trgovišta Goražda i Foče koja su bila naprednija. Pavlovićima je Ustikolina dugo bila usamljeno uporište na posjedu Kosača. Čini se da je poslije smrti Radoslava Pavlovića pripala Kosačama. Dokumenti već od 1420-ih sve manje navode djelatnosti domaćih ljudi i Dubrovčana. S osmanskim osvajanjima došla je i orijentalna arhitektura. Najstarija džamija u BiH bila je iz druge polovice 15. stoljeća. Gradnja se pripisuje nekom Turhan Emir-begu. U 15. stoljeću bila je stara crkva koju su srušile Osmanlije osvajanjem ovih prostora. Od nje je ostalo samo crkvište. Pored njega je današnja pravoslavna crkva. Osmanski osvajači su baš kod Ustikoline prešli Drinu, zbog čega je ovdje najstarija džamija u BiH i jedna od prvih koju su Turci sazgradili na europskom tlu.
Putopisac Evlija Čelebija ostavio je kratak opis Ustikoline tokom njegovog putovanja kroz Bosnu 1660.godine: "To je vojvodstvo paše hercegovačkog sandžaka i kadiluk s rangom kadiluka od osamnaest akči. Pripojen je Foči, ali to je malenkost koja je podarena fočanskom muftiji kao arpaluk. Tu nema ni predstavnika Portinih spahija (kethuda yeri) ni drugih predstavnika ni organa vlasti (hakim). Kasaba ima 175 kamenim pločama pokrivenih kuća, koje se nalaze uz obalu rijeke. Ovdje ima jedna džamija, mesdžid, tekija, javno kupatilo (hamam), svratište (han), deset dućana i bezbroj bašča (bag). Ranije je ovdje na rijeci Drini postojao drveni most."
Godine 1950. pripojeno je Ustikolini naselje Tulovići (Sl. list NRBiH br. 10/50). Godine 1962. godine pripojena su joj naselja Odžak, Kosovo i Utulovići (Sl.list NRBiH, br.47/62). Ustikolina se do rata 1991. nalazila u sastavu općine Foča.

## Kulturne znamenitosti
- Turhan Emin-begova džamija
- rimski most na Kožetini, povijesni spomenik, kulturna baština BiH[6]
- Groblje na Presjeci kod Ustikoline, grobljanska cjelina, kulturna baština BiH[6]
- Pravoslavna crkva Silaska Sv. Duha na apostole[3]

## Stanovništvo
| Ustikolina         |              |              |              |       |
| godina popisa      | 1991.        | 1981.        | 1971.        | 1961. |
| Muslimani          | 894 (63,04%) | 694 (61,52%) | 604 (60,27%) | 203   |
| Srbi               | 470 (33,14%) | 401 (35,54%) | 372 (37,12%) | 233   |
| Hrvati             | 0            | 0            | 0            | 3     |
| Jugoslaveni        | 7 (0,49%)    | 0            | 6 (0,59%)    | 135   |
| ostali i nepoznato | 47 (3,31%)   | 33 (2,92%)   | 20 (1,99%)   | 22    |
| ukupno             | 1.418        | 1.128        | 1.002        | 596   |

## Poznate osobe
- Ševko Omerbašić,  muftija Islamske zajednice u Hrvatskoj i Sloveniji od 1988. do 2012.